# Milan Purnoch (volejbalista)
Milan Purnoch (27. srpna 1933 – 25. dubna 2017) byl český volejbalista a volejbalový funkcionář.

## Život
Vystudoval reálné gymnázium v Holešovicích, Vysokou školu chemicko-technologickou a Fakultu ekonomického inženýrství ČVUT. Pracoval v podnicích Spolana Neratovice a Chemopetrol a na ministerstvu průmyslu a obchodu.

## Sportovní kariéra
Na střední škole se začal věnovat basketbalu a hlavně volejbalu, který převážil.
Reprezentoval Československo v letech 1954 až 1958, v jehož barvách vyhrál dvě mistrovství Evropy (1955 a 1958) a jedno mistrovství světa (1956). Byl také vítězem volejbalového turnaje na univerziádě v Turíně 1959.
V barvách Slavie VŠ Praha vyhrál pětkrát nejvyšší soutěž.
Po skončení aktivní sportovní kariéry se začal jako trenér věnovat přípravě svých nástupců a po dvě desetiletí trénoval mládež v oddíle Praga Praha.

## Funkcionářská kariéra
Po skončení kariéry začal působit též v řadách sportovních funkcionářů. Zasloužil se o rozvoj českého plážového volejbalu. Byl spoluzakladatelem Asociace beachvolejbalu při tehdejším Československém volejbalovém svazu, po jejím vzniku jí předsedal a po rozdělení Československa byl i předsedou české Asociace beachvolejbalu. Stal se též členem komise plážového volejbalu při Evropské volejbalové konfederaci CEV.
Působil též jako místopředseda Českého volejbalového svazu.

## Ocenění
Byl uveden do Síně slávy českého volejbalu a jmenován Čestným členem Českého volejbalového svazu. V roce 2003 byl jmenován čestným občanem městské části Praha 7.

## Soukromý život
Byl ženatý, měl dva syny. Syn Milan je hudebník a pedagog, byl ředitelem Konzervatoře Jaroslava Ježka.